# 반도 스페인어
반도 스페인어(스페인어: español peninsular)는 스페인 스페인어(스페인어: español de España), 유럽 스페인어(스페인어: español europeo), 이베리아 스페인어(스페인어: español ibérico)로도 알려져 있으며, 반도 스페인에서 사용되는 스페인어의 변종들이다. 반도 스페인어는 종종 아메리카 대륙(아메리카 스페인어)과 카나리아 제도(카나리아 스페인어)의 변종들과 대조적으로 구성된다.

## 변형
반도 스페인어의 변형(variation), 특히 음성적 변형은 대체로 남북 축을 따르며, 대중의 상상 속에서는 종종 카스티야어와 안달루시아어로 묘사되거나 특징지어진다.

## 변화
반도의 방언 변화(variation)는 남북과 동서 축을 따른다.

## 같이 보기
- 스페인어
- 아메리카 스페인어

- 멕시코 스페인어

- 카스티야 스페인어